# Bénédicte Rasimi

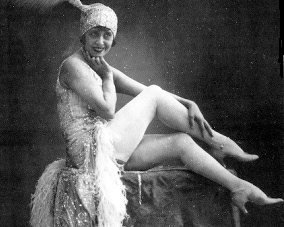
Madame Rasimi

Bénédicte Rasimi (Lyon, França, 1874 - Montmartre, Paris, França, 12 de novembro de 1954)  foi uma artista de teatro de music hall, figurinista e diretora teatral francesa.
Em 1910, sob sua direção, estreou no Bataclan a primeira revista de music hall francesa, com vestidos fabulosos, penas, joias e magnificas decorações.